# Dorfkirche Bohnsdorf

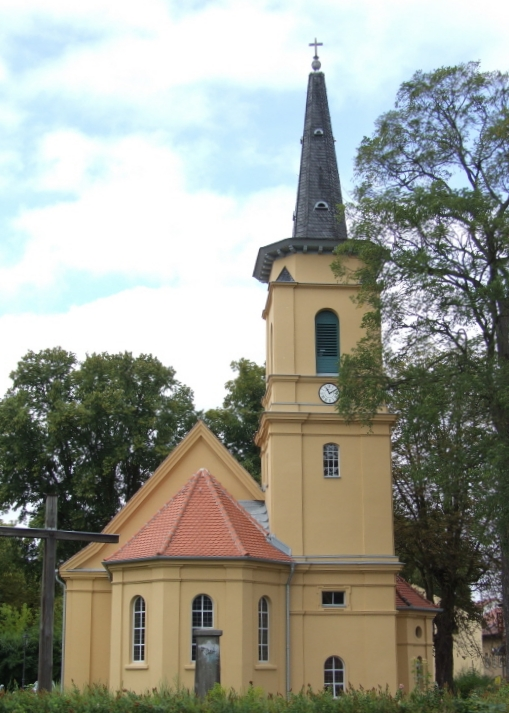
Dorfkirche Bohnsdorf auf dem Anger

Die evangelische Dorfkirche Bohnsdorf, ein nach einem Entwurf von Johann Friedrich Lehmann 1757 fertiggestelltes Kirchengebäude im barocken Baustil, ist der Nachfolgebau einer mittelalterlichen Kirche in der früheren Landgemeinde Bohnsdorf auf dem Teltow. Sie befindet sich auf dem Dorfplatz im heutigen Berliner Ortsteil Bohnsdorf des Bezirks Treptow-Köpenick als Bestandteil eines historischen Dorfangers und steht unter Denkmalschutz.

## Geschichte

### Erste Dorfkirche

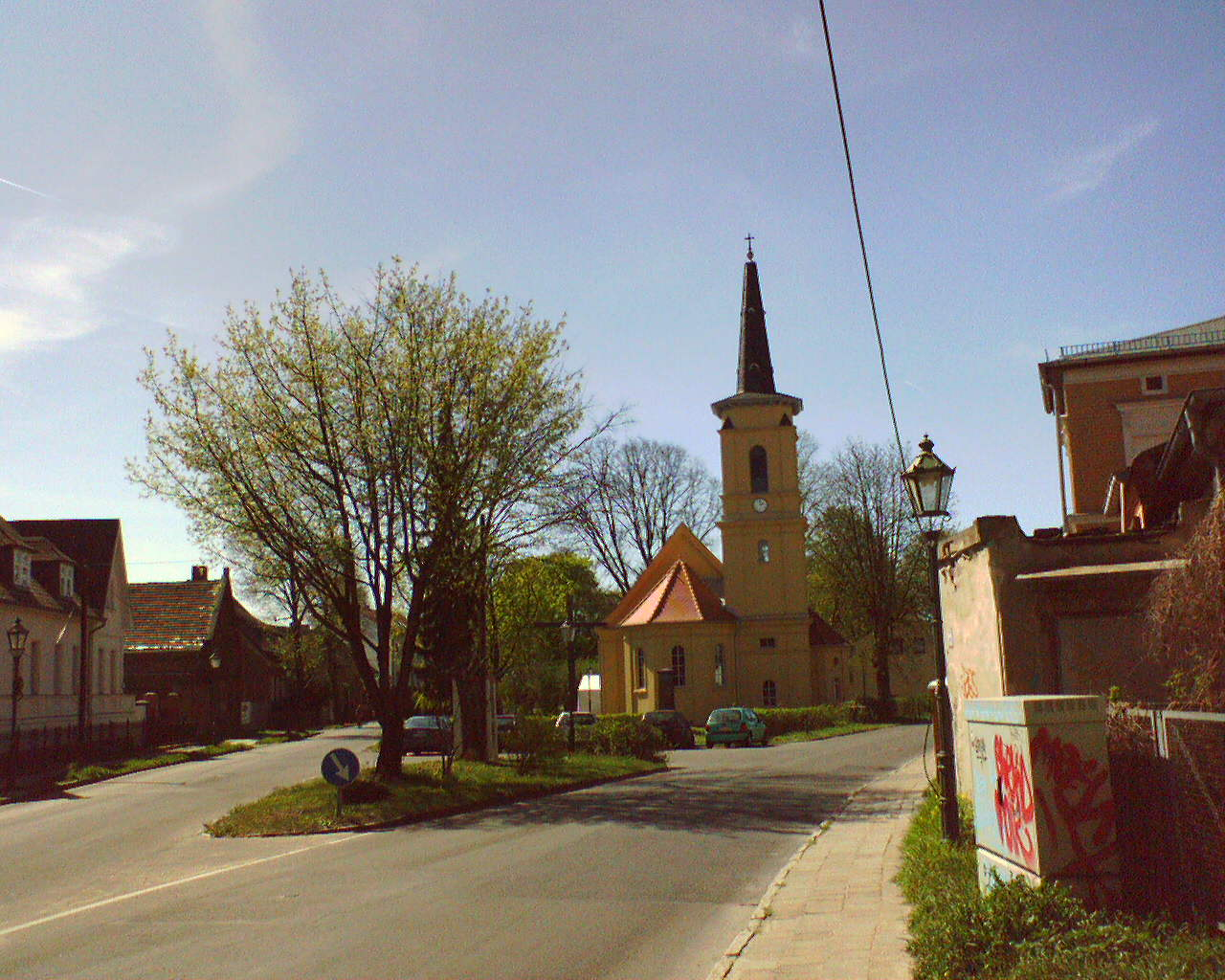
Historischer Dorfanger mit Kirche

Bohnsdorf war sehr wahrscheinlich ursprünglich eine slawische Siedlung, in die um 1230 deutsche Siedler zuzogen und die Herrschaft übernahmen. Die slawische Ortsform von Bohnsdorf war ein Sackgassendorf bzw. ein Runddorf, ähnlich einem Rundling. Auf den Plätzen in der Mitte eines Rundlings konnte es zwar einen Dorfteich geben, aber keine Dorfkirche. Die christlichen Einwohner in Bohnsdorf sind vermutlich zum Sonntagsgottesdienst nach Waltersdorf gelaufen. Bei der urkundlichen Ersterwähnung Bonentorpps im Landbuch Karls IV. wurden allerdings noch keine Pfarr- oder Kirchhufen erwähnt.
Zwei Pfarr- und eine Kirchenhufe werden erstmals in einem Abgabenverzeichnis von 1450 genannt. Spätestens zu diesem Zeitpunkt wird Bohnsdorf eine hölzerne Kirche besessen haben, vermutlich aus Fachwerk. Im Jahr 1527 findet sich im Register des Bischofs von Brandenburg der Hinweis auf den Kirchenbau in Bohnsdorf. Nach Kurt Pomplun, der hierfür allerdings keine Quelle anführt, hatte die Kirche die erstaunlich geringen Innenmaße von 8,32 m × 4,55 m, also nur 38 m2. Die Traufe saß kaum vier Meter hoch. Die Kirche besaß aber einen Turm.
Über lange Zeit wurde die Bohnsdorfer Kirche als Filiale der Gemeinde Waltersdorf geführt. Die Pfarrer kamen von dort zu den Gottesdiensten. Das benachbarte Grünau verfügte von seiner Gründung 1753 bis 1906 über kein eigenes Kirchengebäude, sodass die Gläubigen zur Bohnsdorfer Dorfkirche gingen. Aus dieser Zeit ist in Bohnsdorf die Straße Kirchsteig als eine kurze Verbindung über die damalige Feldmark vorhanden.
Um das Jahr 1750 war der Kirchenbau, vermutlich eine Holzkirche aus Fachwerk auf einem Feldsteinfundament, sehr baufällig und durch die jüngste Ansiedlung von Kolonisten in Bohnsdorf und Grünau zu klein geworden. Nach längeren Verhandlungen mit der königlichen Regierung konnte Mitte des 18. Jahrhunderts endlich eine Kirche aus Steinmaterial am alten Standort erbaut werden. Die alte Kirche musste zuvor abgerissen werden.

### Heutige Dorfkirche

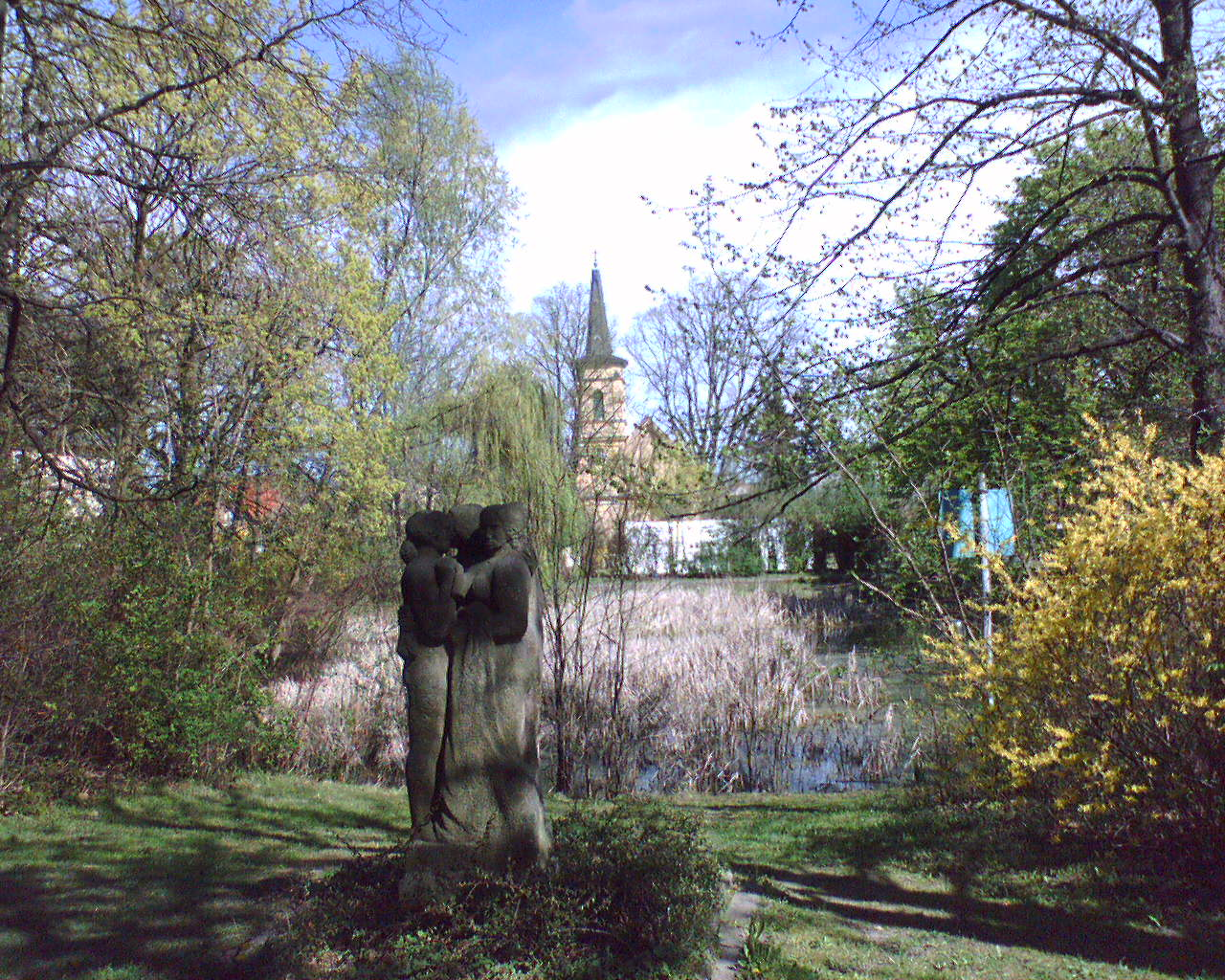
Blick über den Dorfteich zur Kirche

Der Kirchenneubau erfolgte nach Zeichnung und Anschlag des Königlichen Baurats Johann Friedrich Lehmann unter Leitung des Maurermeister Abraham Lehmann, beide aus der damaligen Stadt Spandau. Abraham Lehmann hatte bereits den Vorgängerbau der heutigen Pfarrkirche im Nachbarort Altglienicke geleitet. Aus den Gemeindeakten geht hervor, dass die Bohnsdorfer beim Kirchenbau mitarbeiten mussten.
Im Jahr 1755 begann der Bau, 1757 konnte die Kirche eingeweiht werden. Das Gotteshaus kostete die Gemeinde 1 897 Reichstaler, 14 Groschen und 6 Pfennige. Die neue Dorfkirche hatte einen schiefergedeckten Westturm, der 25,1 m (80 Fuß) hoch war.
Nach 30 Jahren war der Kirchturm bereits stark reparaturbedürftig, so bekam der Maurermeister Friedrich Bernhard im Jahr 1789 den Auftrag zur Schadensbehebung. 1792 erlitt das Kirchendach durch einen großen Sturm erneut starke Schäden. Drei Jahre vergingen ohne ausreichende finanzielle Mittel mit der Folge, dass es in die Kirche hineinregnete und der Fußboden zu faulen begann. 1798 erhielt der Spandauer Maurermeister Bocksfeld den Auftrag, Kirche und Turm zu reparieren. Am 3. September 1802 schlug ein Blitz in den Kirchturm ein und dieser brannte aus. Dabei wurden auch Türen und Fenster der Kirche beschädigt. Nach langen Auseinandersetzungen mit dem Amt Köpenick ließen die Stadtväter Kirche und Turm schließlich im Frühjahr 1803 reparieren.
Im Jahr 1843 wurde auch der Kirchturm wieder instand gesetzt. Die ursprünglich mit einer Turmkugel und einer eisernen Stange versehene Turmspitze erhielt eine Wetterfahne, die neben der ursprünglichen Jahreszahl 1756 nun das Jahr 1843 zeigte.
Unwetterschäden im Jahr 1857 führten dazu, dass der Turm nicht mehr betreten werden durfte, sodass die beiden Bronzeglocken mit einem einfachen Holzgerüst am äußeren Giebel angebracht wurden. Als das Glockentraggestell über die Jahre zunehmend verfiel, war der Abriss des Kirchturms nicht zu vermeiden. Das Aufmauern eines neuen Kirchturms geschah 1888 gleichzeitig mit dem Errichten eines Chors am Ostgiebel. Hier entstand ein zusätzlicher Raum mit einem polygonalen Grundriss für den Altar. Dem Westgiebel wurde eine kleine Eingangshalle vorgesetzt.
Der neue Kirchturm wurde an der Nordostecke des Kirchengebäudes angefügt, außerhalb der Bauwerks-Längsachse, weil sich inzwischen bis nah an die Kirche heran ein Gehöft ausgedehnt hatte. Der Turm erhielt eine im Stil des Neobarock gehaltene Kuppel mit Kupferbelag.
Im Ersten Weltkrieg, 1917 wurden die größere der zwei Bronzeglocken sowie die zinnernen Orgelpfeifen „dem Vaterland geopfert“, das heißt für Kriegszwecke eingeschmolzen. Aus dem späteren Verkauf der verbliebenen kleinen Glocke und aus einer Sammelaktion kamen 23.196 Mark zusammen. Für diese Summe konnte die Kirchengemeinde 1922 drei Klangstahlglocken gießen und im Turm installieren lassen.
Seit 1935 gibt es im Kirchenraum eine Heizungsanlage, die 1952/1953 mit einem neuen Heizofen ausgestattet wurde. 1971 kam eine Infrarot-Heizung hinzu.

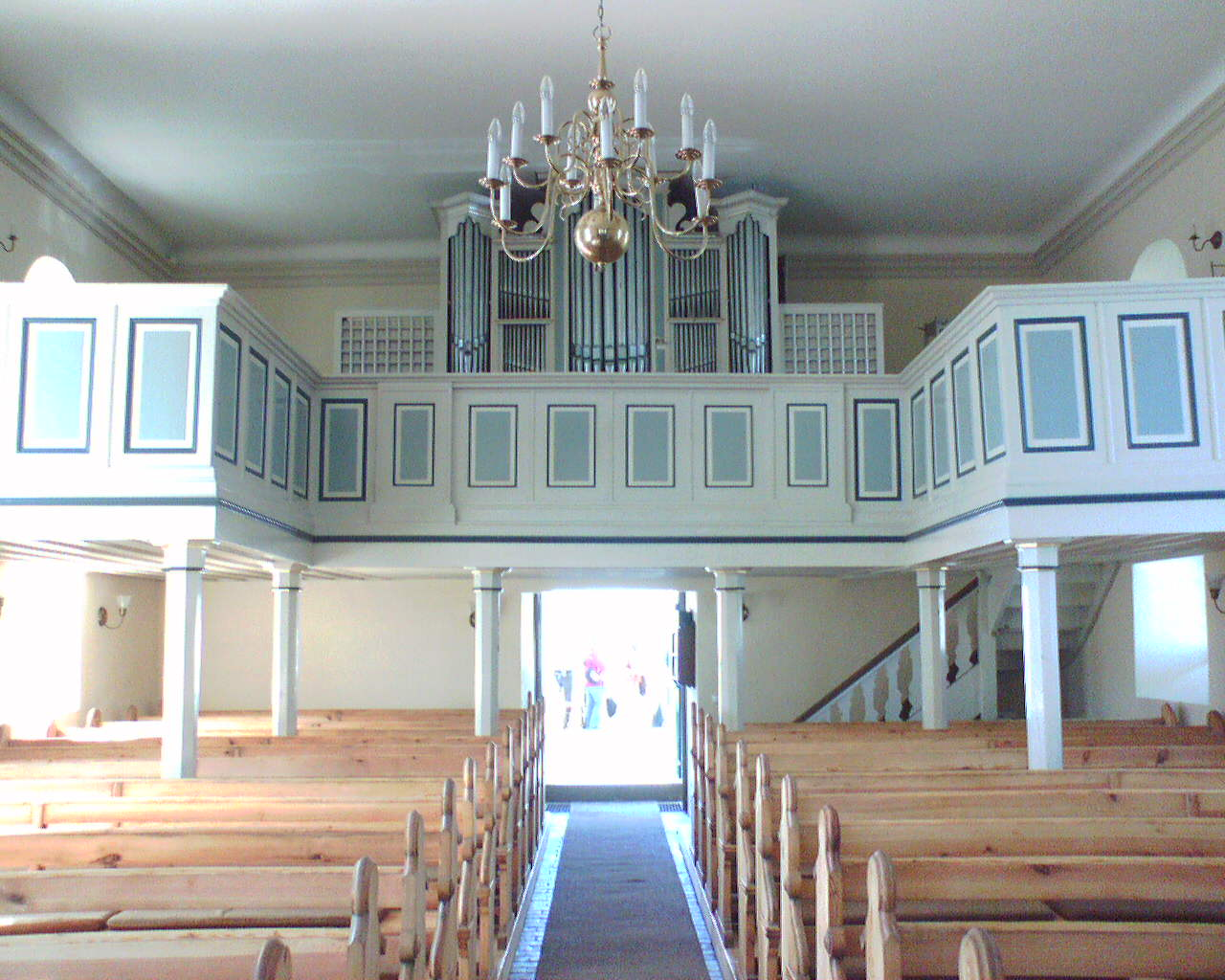
Orgelempore mit Sauer-Orgel

1937/1938 erfolgten wiederum Umbaumaßnahmen, das Äußere der Kirche betreffend. Die bis dahin bestehende Turmkuppel wurde durch ein vereinfachtes, schiefergedecktes Spitzdach ersetzt.
1938/1939, ein Jahr nachdem das Äußere der Kirche gründlich instand gesetzt worden war, wurde auch der Innenraum restauriert. Der bisherige steinerne Fußboden wurde mit Dielen belegt, die Wände erhielten ein hölzernes Paneel. Die Fenster bekamen Antikglas und eine neue Sauer-Orgel wurde eingebaut.
Weil weder Bronze noch Zinn im Zweiten Weltkrieg aus der Kirche zu holen war, musste der Messingkronleuchter im April 1940 zur Einschmelzung für Kriegszwecke zur Verfügung gestellt werden. Alliierte Bombenangriffe zerstörten 1943 die Fenster und das Dach wurde schwer beschädigt. Gottesdienste fanden bei mit Brettern verkleideten Fenstern statt, da die Lichtanlage intakt geblieben war und die Elektrizitätswerke noch arbeiteten. Nach dem Krieg 1945 erfolgte die Erneuerung von Fenstern und Dach, 1946 der Kirchentüren. 1951 erhielt die evangelische Kirchengemeinde zum Kirchentag Berlin einen Altar und eine Altardecke geschenkt.
Frühere farbige Ausmalungen des Kirchenraumes aus den 1930er Jahren wurden 1952 weiß übermalt.
Die Kirchengemeinde konnte 1955 einen Abendmahlskelch, eine Hostiendose und eine Weinkanne neu anschaffen. Ein Kruzifix wurde 1956 im Altarraum aufgestellt. 1981–1982 wurden die Kirche und der Turm neu verputzt. 1984 konnte das Kircheninnere restauriert werden.
Einige Jahre nach der deutschen Wiedervereinigung erfuhr die Kirche ab Sommer 2006 eine äußere Rekonstruktion nach Vorgaben des Denkmalschutzes. Dem schloss sich nach Weihnachten 2006 eine Restaurierung des Innenraumes an. Im Rahmen des Festgottesdienstes 250 Jahre Dorfkirche nahm Generalsuperintendent Martin-Michael Passauer am 15. April 2007 die feierliche Wiedereinweihung der Kirche in Bohnsdorf vor.

## Architektur

### Kirchenschiff
Das Kirchengebäude hat die äußeren Abmessungen 15,7 m (50 Fuß) lang, 10,2 m (32,5 Fuß) breit. Bis zum Dach waren es ursprünglich 6,3 m (20 Fuß) und bis zur Dachspitze 15,7 m (50 Fuß). Die hier angeführten Längen- und Breitenmaße der Kirche sind weitestgehend erhalten, die Höhe verringerte sich jedoch auf 5,50 m (Langhaus) beziehungsweise 14,9 m (Turm) infolge der erstmaligen Pflasterung der Dorfstraße um 1880 beim Bau der Chaussee Grünau–Schönefeld. Das Straßenniveau wurde dabei um 75 cm angehoben.
Das Kirchenschiff ist ein rechteckiger Putzbau, den Rundbögen und genutete Lisenen gliedern. Das Innere wird von einer ebenfalls geputzten geraden Decke begrenzt. Auf der Westseite im Inneren befindet sich eine Empore mit kurzen Seitenarmen.
Die Kirche bietet Platz für etwa 250 Personen.

### Kirchturm und Glocken

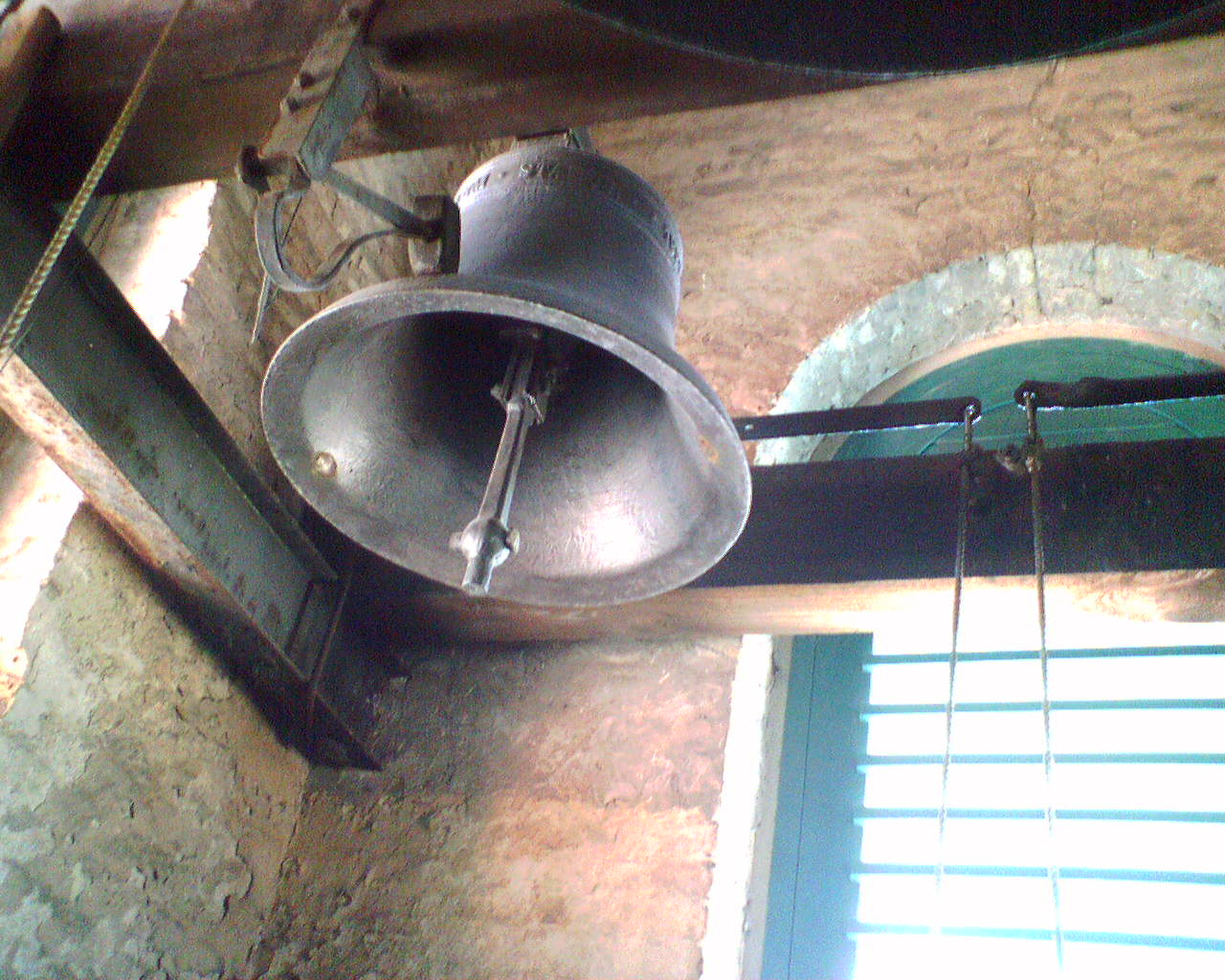
Glocke im Kirchturm

Der Turm der Kirche hat einen quadratischen Grundriss und ist drei Etagen hoch. Mittig befindet sich die Glockenstube mit Schallöffnungen in alle vier Himmelsrichtungen. Darüber wird der Querschnitt achteckig und der deutlich abgesetzte spitze etwa fünf Meter hohe Turm endet in einer Turmkugel mit einem Kreuz obenauf.
Im Turm ist außerdem eine Kirchturmuhr installiert, deren Pendelgewichte offen zu sehen sind.
Die drei Glocken sind auf den Akkord b – d – f gestimmt und tragen außerhalb der Jahreszahl 1922 die Inschriften:
- die Große: „Ehre sei Gott in der Höhe!“
- die Mittlere: „Gott gib Fried in unserm Lande!“
- die Kleine: „Glück und Heil zu allem Stande!“

## Innenbereich

### Altar, Orgel, Taufe

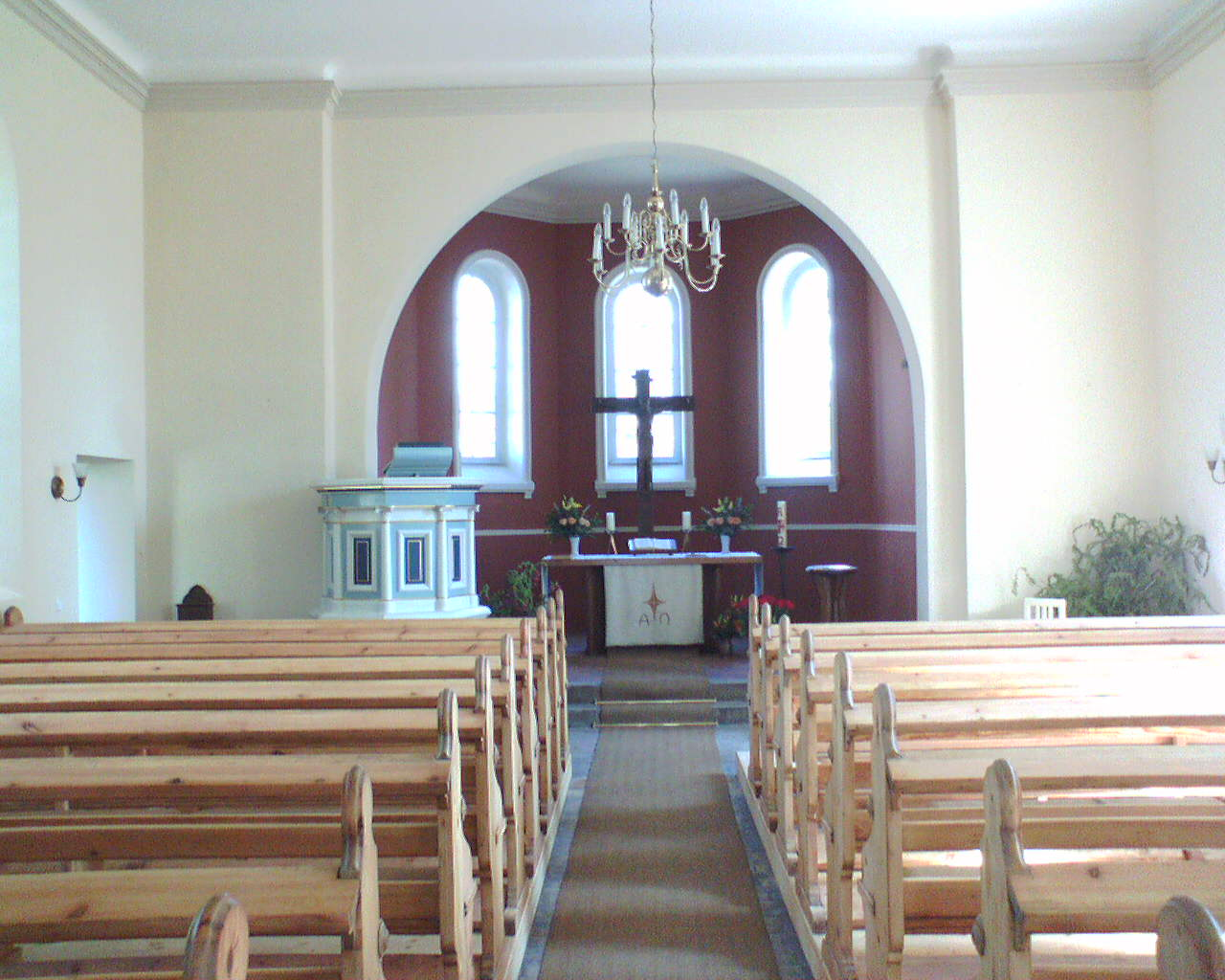
Innenraum mit Blick auf den Altar

1958 wurde ein neuer Altar gestiftet, der noch heute den Chorraum schmückt.
1923 mussten die fehlenden Orgelpfeifen der auf der Empore installierten Orgel ersetzt werden. Diese lieferte die Werkstatt Firma Wilhelm Sauer aus Frankfurt (Oder), von der auch die Orgel stammte. Ein 1929 eingebauter elektrischer Antrieb für den Blasebalg war bis zum kompletten Umbau der Orgel im Jahr 1969 im Einsatz. Die Disposition der Orgel kann bei Orgel Database  eingesehen werden.
Das in der Kirche vorhandene Taufbecken ließ die Gemeinde 1958 von dem Metallschmied Fritz Kühn anfertigen. Die aus den Anfangsjahren noch benutzte Taufe war bei den Bombenangriffen des Zweiten Weltkriegs stark beschädigt worden und konnte nun abgestellt werden.

### Weitere Ausstattung
Im Kirchenschiff befindet sich eine 1922 aufgestellte Gedenktafel mit den Namen der Gefallenen des Ersten Weltkriegs, nachdem im Jahr zuvor am Totensonntag 1921 ein durch mehrere Vereine finanzierter Granitstein zum Kriegsopfergedenken vor der Kirche aufgestellt worden war.

## Umgebung der Kirche

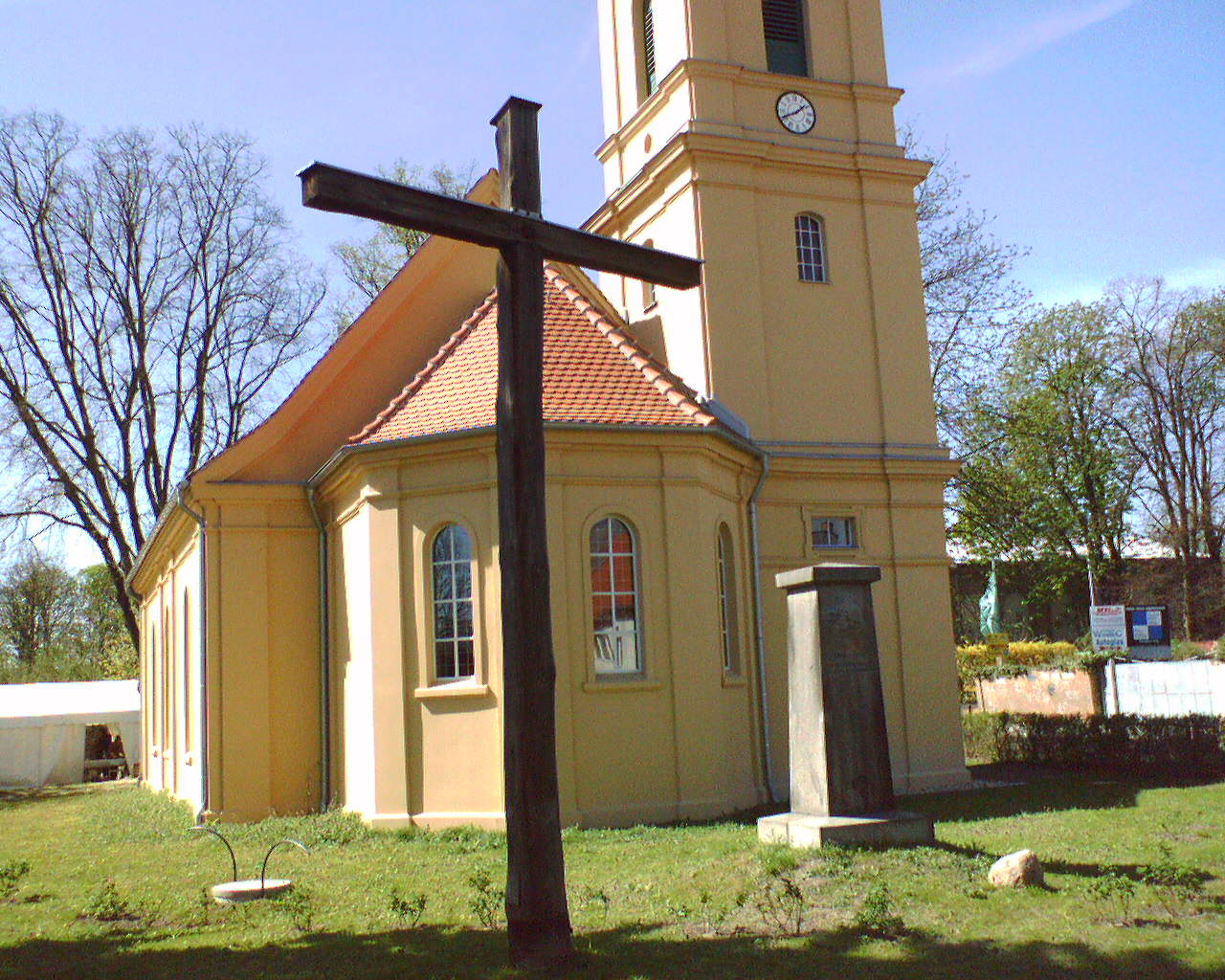
Kirchenapsis mit Kreuz und Kriegsopferstele davor

Bis 1851, als der in unmittelbarer Nähe gelegene, heute städtische Friedhof Bohnsdorf entstand, diente der umliegende Kirchhof der Bestattung der Bohnsdorfer. Dieser verschwand 1880 endgültig mit der Höherlegung der Dorfstraße, denn auch die Kirchhofsfläche wurde auf das Straßenniveau aufgeschüttet.
1906 umgab ein schmiedeeiserner Zaun die Fläche um die Kirche. Dieser stand bis nach 1945, musste aber nach starker Zerstörung infolge des Zweiten Weltkriegs abgebaut und verschrottet werden.
1963 verbrachte der lange Zeit in Bohnsdorf wirkende Pfarrer Konrad Heckel ein großes hölzernes Eichenkreuz vom evangelischen Waldfriedhof Bohnsdorf, der nur wenige Jahre nach seiner Anlegung dem Ausbau des damaligen Flughafens Schönefeld weichen musste, und ließ es vor der Dorfkirche aufstellen.

## Besondere Ereignisse und Weiteres
Am 26. April 1956 streifte gegen 7 Uhr ein zweimotoriges sowjetisches Militärflugzeug im Anflug auf den Flughafen Schönefeld bei Nebel den Kirchturm und beschädigte ihn schwer. Ebenso wurden Teile des Daches in Mitleidenschaft gezogen. Die Schäden konnten durch die Versicherungssumme zeitnah wieder beseitigt werden. Das Flugzeug stürzte ab, dabei starben drei Besatzungsmitglieder, drei weitere Insassen konnten gerettet werden. Außerdem wurden ein Wohnhaus, zwei Stallgebäude und eine Scheune beschädigt
Am 11. Februar 1957 bestand der Bohnsdorfer Kirchenbau 200 Jahre. Trotz Behinderungen durch die SED-Staatsführung fand am 19. Mai 1957 ein entsprechender Festgottesdienst mit Bischof Otto Dibelius statt.
In den späten 1920er Jahren entstand in Bohnsdorf infolge der starken Siedlungstätigkeit die Eigenheim-Siedlung Falkenhorst. Um eine Entlastung für die häufig überfüllte Dorfkirche zu schaffen, wurde 1937 nach Plänen von Otto Risse das Paul-Gerhardt-Gemeindeheim im Reihersteg als Filialkirche erbaut. Dieses dient seitdem als zweiter Gottesdienststandort sowie als Büro der evangelischen Gemeinde.

## Bohnsdorfer Pfarrer
Bis 1890 war Bohnsdorf eine Tochterkirche von Waltersdorf und wurde von dort aus pfarramtlich betreut. Die Pfarrer, die seit 1890 in der Dorfkirche wirkten, waren
- 1890–1911: Carl Rochow
- 1927–1932: Ernst August Wartmann
- 1932–1934: Ekhard Miethke
- 1934–1952: Walter Schulz
- 1952–1975: Konrad Heckel
- 1977–1996: Wolfgang Schulze
- 1997–2000: Volker Dithmar
- 2001–2003: Alexander Bolz
- seit 2003: 0 Ulrich Kastner